# Josip Marija Carević
Josip Marija Carević (* 16. Februar 1883 in Metković; † Mai 1945 in Dubrovnik, Kroatien) war römisch-katholischer Priester und Bischof von Dubrovnik. 

## Leben
Josip Marija Carević entstammte einer der angesehensten Familien von Perast. Er besuchte das Gymnasium in Split. Nach dem Abitur trat er in das erzbischöfliche Priesterseminar in Split ein. 1903 ging er zum Studium der Philosophie und Theologie an die Päpstliche Universität Gregoriana nach Rom. Er promovierte und schloss beide Studien mit einem Doktorat ab. Am 28. Oktober 1908 wurde er in Split zum Priester geweiht. Von 1912 bis 1915 war er Editor für die führenden Zeitungen am Ort. Er schrieb einige Bücher, Konstantin Veliki i krscanstvo (Konstantin der Große und das Christentum), Hipnotizam u svjetlu filozofije (Im Sog der Hypnose in der Philosophie) und Promjene novom crkvenom zakoniku (Änderungen in der Neuen Kirche Kodex). Im Ersten Weltkrieg war er Militärgeistlicher; anschließend Pfarrer in Split. Er war Mitglied im Vorstand der Sparkasse und in Wirtschaftsunternehmen.
Am 13. April 1929 ernannte ihn Papst Pius XI. zum Bischof von Dubrovnik. Die Bischofsweihe empfing er am 4. August 1929 durch den Erzbischof von Zagreb, Antun Bauer. Mitkonsekratoren waren Kvirin Klement Bonefačić, der Bischof von Split, und Miho Pušić, der Bischof von Hvar. Er schrieb weitere Bücher 1931 O kršćanskom odgoju u obitelji (The Education of Violence Christian) und 1935 O Katoličkoj crkvi (Über die katholische Kirche). Anlässlich des 1900. Jahrestages des Kreuzestodes Jesu Christi ließ er 1935 auf dem Gipfel des Berges Srd ein Kreuz aus weißem Marmor errichten. Das Kreuz wurde 1991 zerstört, aber wieder aufgerichtet. Am 9. Februar 1940 emeritierte Josip Marija Carevic auf das Amt des Bischofs von Dubrovnik und Papst Pius XII. ernannte im zum Titularbischof von Aristium. Er verließ Dubrovnik und zog nach Zagreb.
Bereits 1941 wurde Josip Marija Carević vor Titos kommunistischen Partisanen gewarnt; er zerstreute die Bedenken. Im Frühjahr des Jahres 1945 verschwand er. Sein Leichnam wurde bis heute nicht gefunden.